# 油塘站
油塘站（英語：Yau Tong Station）是一個位於香港九龍觀塘區油塘茶果嶺道旁，屬於港鐵觀塘綫與將軍澳綫的鐵路轉乘站，也是將軍澳綫唯一一個位於九龍區的車站。車站於2002年8月4日啟用。
- 車站外觀（2020年11月）

## 車站構造
基於地勢，油塘站大堂與油麗邨以及鄰近的油塘里處於同一水平，另一端出入口則連接大本型商場；而大堂以下則為兩層月台。

### 樓層
油塘站設有5層，出入口、大堂及商店均設於U4層，出口連接平台及毗鄰商住設施。大堂之上為不對外開放的機房、職員專用區域，以及由房委會委託前地鐵公司興建的「大本型購物廊」

；而大堂之下分别為機房以及兩層月台。其中U2層月台實际上與茶果嶺道僅一牆之隔；而U1層月台則位於低於地面水平的淺層地底，兩層月台皆以混凝土圍封。
|                   | 2 | 觀塘綫往黃埔（藍田）           |   |  |
| 島式 · 開左邊车门 |   |                                |   |  |
|                   |   | 將軍澳綫往寶琳及康城（調景嶺） | 3 |  |

|                   |   | 觀塘綫往調景嶺（終點站） | 1 |  |
| 島式 · 開右邊车门 |   |                          |   |  |
|                   | 4 | 將軍澳綫往北角（鰂魚涌） |   |  |

### 大堂
油塘站大堂位於車站U4層，大堂內設有亦不同類型的商店及自助服務設施。而客務中心以及香港郵政郵箱皆設於大堂中央近連接月台的升降機旁。
- 車站大堂（2023年5月）

### 月台
油塘站設有四個月台，並以兩層的島疊式月台排列，其中上層月台（U2層）為2號月台（觀塘綫往黃埔）及3號月台（將軍澳綫往寶琳／康城）；而下層月台（U1層）則為1號月台（觀塘綫往調景嶺）及4號月台（將軍澳綫往北角），所有月台均已裝設月台幕門。
- U2層2、3號月台（2023年5月）
- U1層1、4號月台（2023年5月）

### 出入口
油塘站設有4個出入口，其中A2、B2出口外設有樓梯連接茶果嶺道。
前地鐵公司只於近B2出口外設置一部升降機連接車站平台及茶果嶺道，但該處偏離油塘工業區且人跡罕至，若市民由油塘工業區前往升降機出入口，步行需時約4分鐘；而靠近工業區的A2出口則只有樓梯，惟港鐵回應區議員及傳媒報道時，並未言明有任何改善措施。
|                                             |          | |      |
|                                             |          | |      |
| 編號                                        | 指示     | 建議前往的目的地 | 圖片 |
| 出口 · A · 1 · 升降机标志 · 同层            | 油塘邨   | 油塘邨、佛教何南金中學、明愛油塘幼兒園、基督教中心幼稚園 (油塘)、大本型、聖道學校、基督教中國佈道會聖道學校、香港道教聯合會陳呂重德紀念學校、康栢苑、康瑞苑、將軍澳華人永遠墳場、高翔苑、高超道仁愛敬老中心、高俊苑、高怡邨、廣田邨、藍田（南）體育館、鯉魚門邨、鯉魚門堂親子中心、鯉魚門循道衛理幼稚園、鯉魚門廣場、天主教普照中學、香港小童群益會、香港基督女少年軍、香港中國婦女會李樹培夫人啟知中心、油美苑、油塘中心 |      |
| 出口 · A · 2 · 同层                         | 高輝道   | 高輝道、鯉灣天下、三家村渡輪碼頭、香港家庭福利會、賽馬會鯉魚門創意館、鯉魚門、鯉魚門市政大廈、鯉魚門體育館、曦臺、苗士國際幼稚園、Ocean One、海傲灣、Peninsula East、三家村遊樂場、天主教聖雅各伯堂、天主教聖雅各伯幼稚園、四山街熟食市場、嘉賢居、東源街熟食市場、衛奕信徑 |      |
| 出口 · B · 1 · 同层                         | 油麗邨   | 油麗邨、中華基督教會基法小學（油塘）、福建中學附屬學校、香港家庭福利會、聖公會油塘基顯小學、聖安當幼稚園、聖安當小學、救世軍中原慈善基金油塘幼稚園、油翠苑、油麗長者日間護理中心、油麗商場、油塘道、王朱穎詩青少年發展中心 |      |
| 出口 · B · 2 · 盲道标志 · 升降机标志 · 同层 | 茶果嶺道 | 茶果嶺道、復康穿梭巴士站 |      |
| 註： 設有 \| 設有 \| 設於同一層             |          | |      |

### 車站藝術
油塘站設有一組車站藝術品，位於A出口外。
|  | 《行人、閒人》 | 李慧嫻（香港） | 車站A出口外 | 2005年1月 |

## 利用狀況

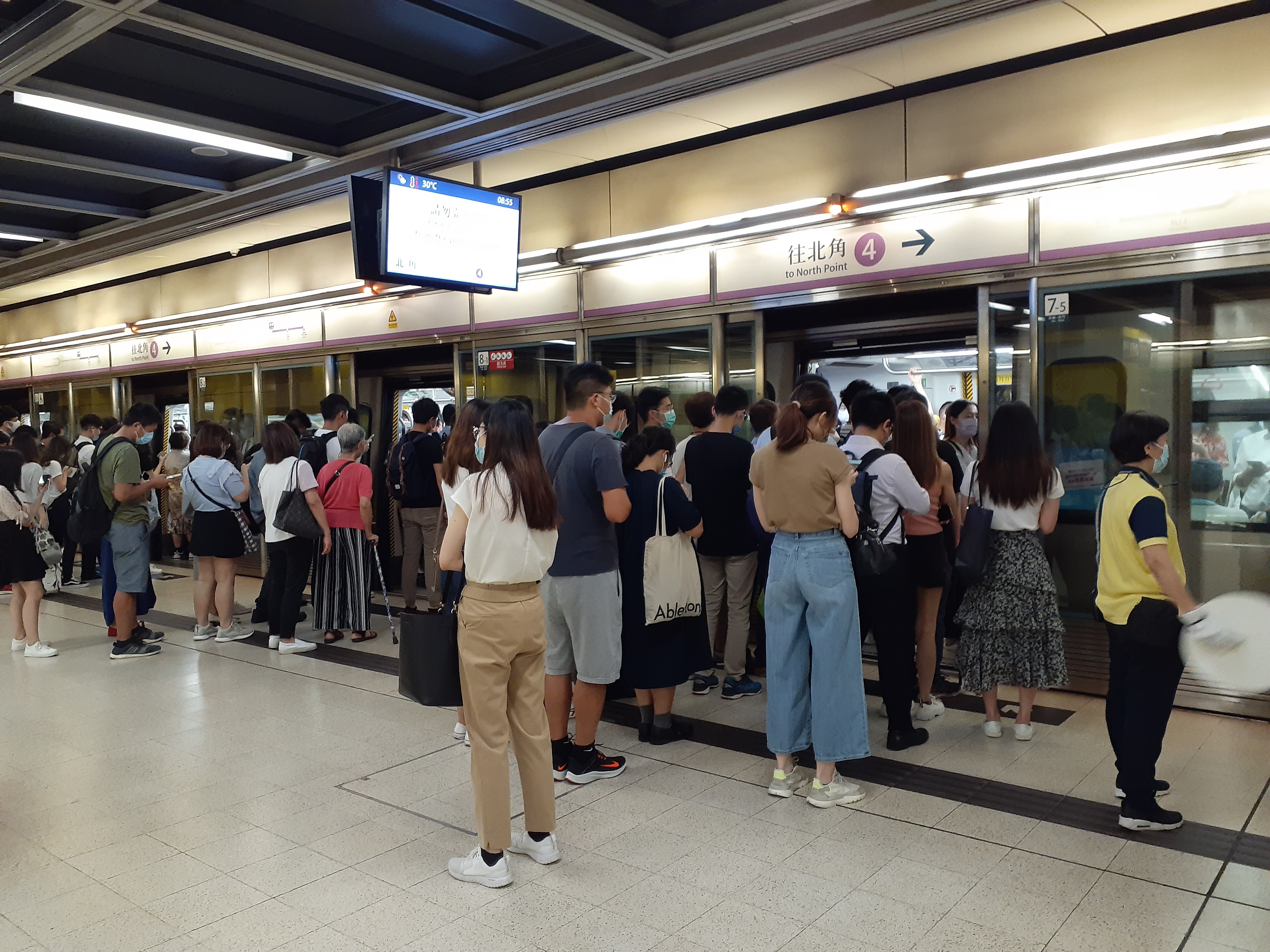
車站4號月台（將軍澳綫往北角）於平日上午繁忙時間的乘客候車情況（2021年）

由於油塘站是觀塘綫及將軍澳綫的重要轉車站，因此於平日繁忙時間均有很多乘客途經該站往返香港島及東九龍。
在將軍澳綫啟用前，觀塘綫一直擔任往返香港島及東九龍的重要路綫之一；然而自2002年8月將軍澳綫啟用後，觀塘綫過海段獲撥入將軍澳綫，而觀塘綫則改以調景嶺站為終點站，往返上述兩者的乘客須在油塘站轉車。
另外，車站周邊有多個大型屋邨、學校、鯉魚門廣場、大本型、油麗商場及油塘中心，加上油塘工業區有不少住宅項目陸續落成，車站本身的出入閘客流也不斷增加。使用車站進出的人流都是居住於鄰近屋苑及屋邨的居民、中小學學生或於鄰近辦公室上班的市民。車站平日的出入閘的人流相對平穩，假期則會出現更多區內外市民和遊客的出入閘人流。
在清明節及重陽節期間，不少人經油塘站前往將軍澳華人永遠墳場，惟因經油塘站前往的道路十分斜，因此在由調景嶺站前往墳場的行人通道在2012年開通後，不少人亦改經調景嶺站前往。

## 接駁交通
由於油塘站位於茶果嶺道附近的山邊，車站在設計時並未有設立公共運輸交匯處。因此在啟用時，不少接駁巴士及小巴路線只能延伸至油塘站附近的鯉魚門道作中途站，乘客需利用A1出口的扶手電梯及油塘邨往返大堂及其接駁的巴士及小巴站。
直至2012年7月2日，位於高超道油塘邨第四期大本型的油塘公共運輸交匯處啟用，故所有以距離油塘站較遠的欣榮街臨時巴士總站（現為鯉魚門邨公共運輸交匯處）作為終點站的巴士路線皆遷入該公共交通交匯處，乘客可經由A2出口穿越大本型港鐵層轉乘其他交通工具。
而大部分接駁巴士及小巴路線大多是連接藍田的廣田邨、茶果嶺一帶，故有部分居住在藍田住宅區的居民轉乘接駁交通工具往返油塘站，可直接前往香港島或將軍澳，無須多乘一程觀塘綫列車往返藍田站。

## 歷史

### 早期系統
早於1970年地鐵擬建的「早期系統」中，便曾建議於現時油塘邨一帶設馬游塘站，為油塘站的前身，但最後因為早期系統規模縮減而擱置興建。

### 車站原址及建設工程
油塘站由日本熊谷組承建，車站採用明山爆破方式建造，原址為聖安當小學、普照書院舊址以南的一處山坡及觀塘仔灣填海地。由於油塘站並非像將軍澳支綫其餘新車站般建於新填海區，故承建商展開車站建築工程前需重置原先處於工地範圍內的兩間校舍，並處理廢物棄置場受污染之土壤。
油塘站工程的另一大特點，是車站建造工程與房委會房屋發展工程之結合。前地鐵公司受房委會委託，於車站頂層興建購物走廊，並在車站周邊興建公屋及商場地基。

### 車站啟用
油塘站於2002年8月4日啟用，是將軍澳綫新建車站中最先啟用的車站。車站啟用後，觀塘綫列車不再經東區海底隧道過海。而為了能夠方便乘客熟習新的轉乘安排，觀塘綫及將軍澳綫會臨時以油塘站為終點站，為期兩星期。同樣地，北角站及鰂魚涌站亦改屬將軍澳綫，列車在離開鰂魚涌站及東區海底隧道路段之後並不再前往藍田站，改行另一段新建的路段前往油塘站。而原有連接東區海底隧道至藍田站的路段亦改稱藍田站後備行車隧道，供工程車或車務調動時使用。
同年8月18日，將軍澳綫正式全綫通車，觀塘綫的終點站正式改以位於新界西貢區的調景嶺站；而將軍澳綫亦正式改以位於將軍澳的寶琳站為終點站，此站亦成為觀塘綫及將軍澳綫的中途站。

### 康城站啟用
2009年7月26日，康城站啟用。由於在平日及星期六繁忙時間的將軍澳綫北行班次有不同的終點站，故港鐵曾在車站3號月台安裝了以顯示未來4班列車的終點站以及抵站時間；而在其餘時段由油塘站前往康城站的乘客須在調景嶺站或將軍澳站轉車。

### 大本型購物廊
香港房屋委員會曾委托前地鐵公司在位於車站上方的預留空間予興建購物廊，原本是作為商場用途及方便市民往返鯉魚門廣場及油麗商場，唯此預留空間自車站落成後沒有開放，期間曾為房屋署及大本型建築承辦商辦公室。後來房委會曾於2012年開放大本型展覽廳作為大本型招租活動，直到2014年房屋署才開放作為大本型購物廊。

### 增建洗手間及育嬰室
該站與調景嶺站洗手間興建工程於2017年第四季正式動工，根據港鐵公開介紹，車站將設有男／女洗手間、傷殘人士洗手間及育嬰室，並已於2019年5月竣工開放使用。

### 反修例事件
- 2019年7月10日晚上，有市民在油塘站外的空地設置連儂牆。其後有一名中年男子在場阻止他人設置連儂牆，並以粗言辱罵，之後更引起不同政見的市民的口角及衝突。到當晚近11時，警方先後舉起黃旗及紅旗，警告示威者停止衝擊，最後有3人被捕[27]。受事件影響，油塘站A1出口一度關閉[28]；而於翌日約晚上8時，有市民亦於油塘站外的空地拉起空白橫額，讓市民貼上便條。其後有警員亦在場戒備[29]。
- 2019年10月2日早上繁忙時間，有反修例示威者在油塘站故意打開一列觀塘綫列車的緊急出口，觀塘綫列車服務因而受阻約1小時，期間有多名警員在月台巡邏[30]。

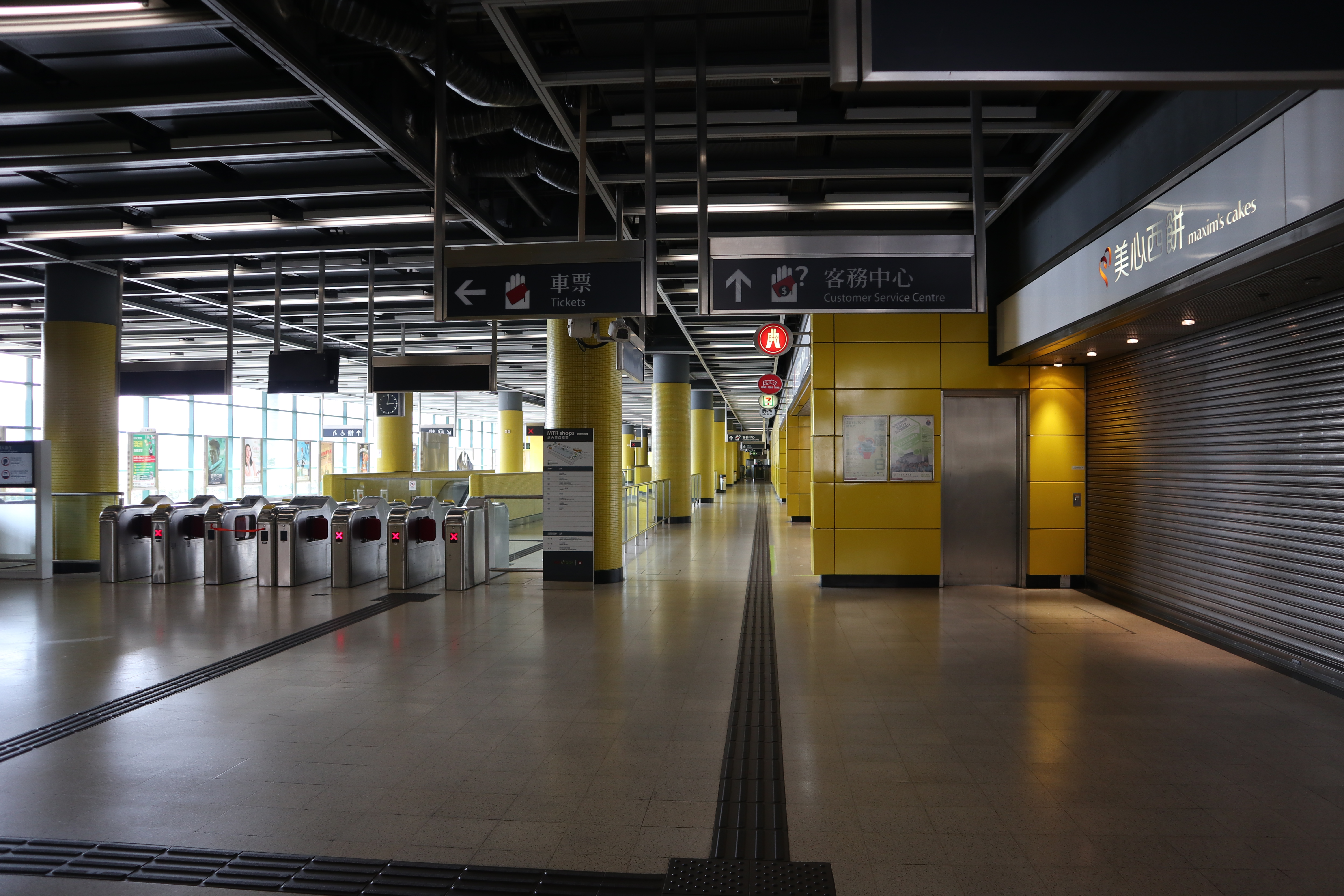
2019年10月5日港鐵全線停駛，已關閉的車站大堂
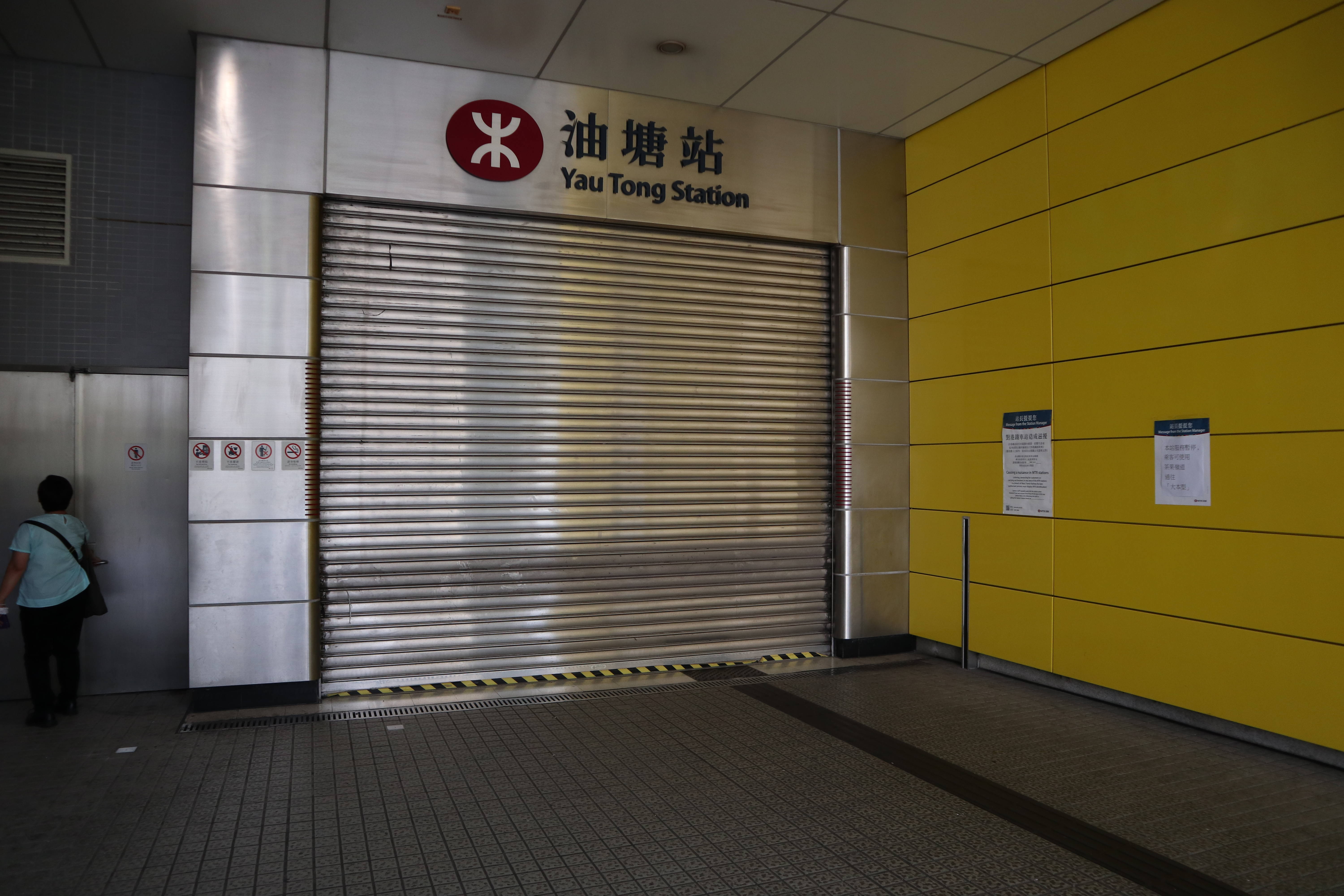
2019年10月5日港鐵全線停駛，已關閉的B出口

## 外部連結
- 港鐵公司－油塘站街道圖（页面存档备份，存于）
- 港鐵公司－油塘站位置圖（页面存档备份，存于）
- 港鐵公司－油塘站列車服務時間（页面存档备份，存于）
- 香港鐵路大典上的相关条目：油塘站